# Ramon Bacardit i Cabado
Ramon Bacardit i Cabado (Igualada, Barcelona, juliol de 1953) és doctor en Química per la Universitat Autònoma de Barcelona. Del 1981 al 2013 treballà en diferents seus de l'empresa Henkel, on arriba a dirigir diferents grups d'I+D, dels quals n'han sorgit una mitjana de 50 patents per any. Del 2009 al 2013 va ser professor honorari de la Universitat de Tongji, Shanghai. Des del 2013 és director executiu d'Afinitica Technologies, empresa especialitzada en la investigació, disseny, desenvolupament, fabricació i comercialització d'adhesius instantanis i monòmers de cianoacrilat.
El 28 de juliol del 2015 el Govern de la Generalitat de Catalunya li atorga la Medalla Narcís Monturiol com a mostra de reconeixement a la seva feina, investigacions i contribució important al desenvolupament de la ciència i la tecnologia a Catalunya.